# Remo Salati
Remo Salati (Guastalla, 2 febbraio 1921 – 26 agosto 2001) è stato un politico italiano.
Fu segretario della Federazione provinciale reggiana del PCI dal luglio 1959 al 1963. Considerato un compagno intellettuale, in quanto laureato, prese il posto di Onder Boni, segnando così un grande cambiamento nelle politiche del partito.
Venne eletto senatore per due legislature, dal 1963 al 1972.